# Josip Alebić
Josip Alebić (Hrvace, República Socialista de Croacia, República Federativa Socialista de Yugoslavia, 7 de enero de 1947 - Krilo, Jesenice, Croacia, 8 de marzo de 2021)) fue un atleta croata especializado en la prueba de 400 m, en la que consiguió ser subcampeón europeo en pista cubierta en 1975.

## Carrera deportiva
En el Campeonato Europeo de Atletismo en Pista Cubierta de 1975 ganó la medalla de plata en los 400 metros, con un tiempo de 49.04 segundos, tras el alemán Hermann Köhler (oro con 48.76 segundos) y por delante del soviético Semyon Kocher.